# Neoalbionella centroscyllii
Neoalbionella centroscyllii is een eenoogkreeftjessoort uit de familie van de Lernaeopodidae. De wetenschappelijke naam van de soort is voor het eerst geldig gepubliceerd in 1923 door Hansen.